# Ginger (mummia)

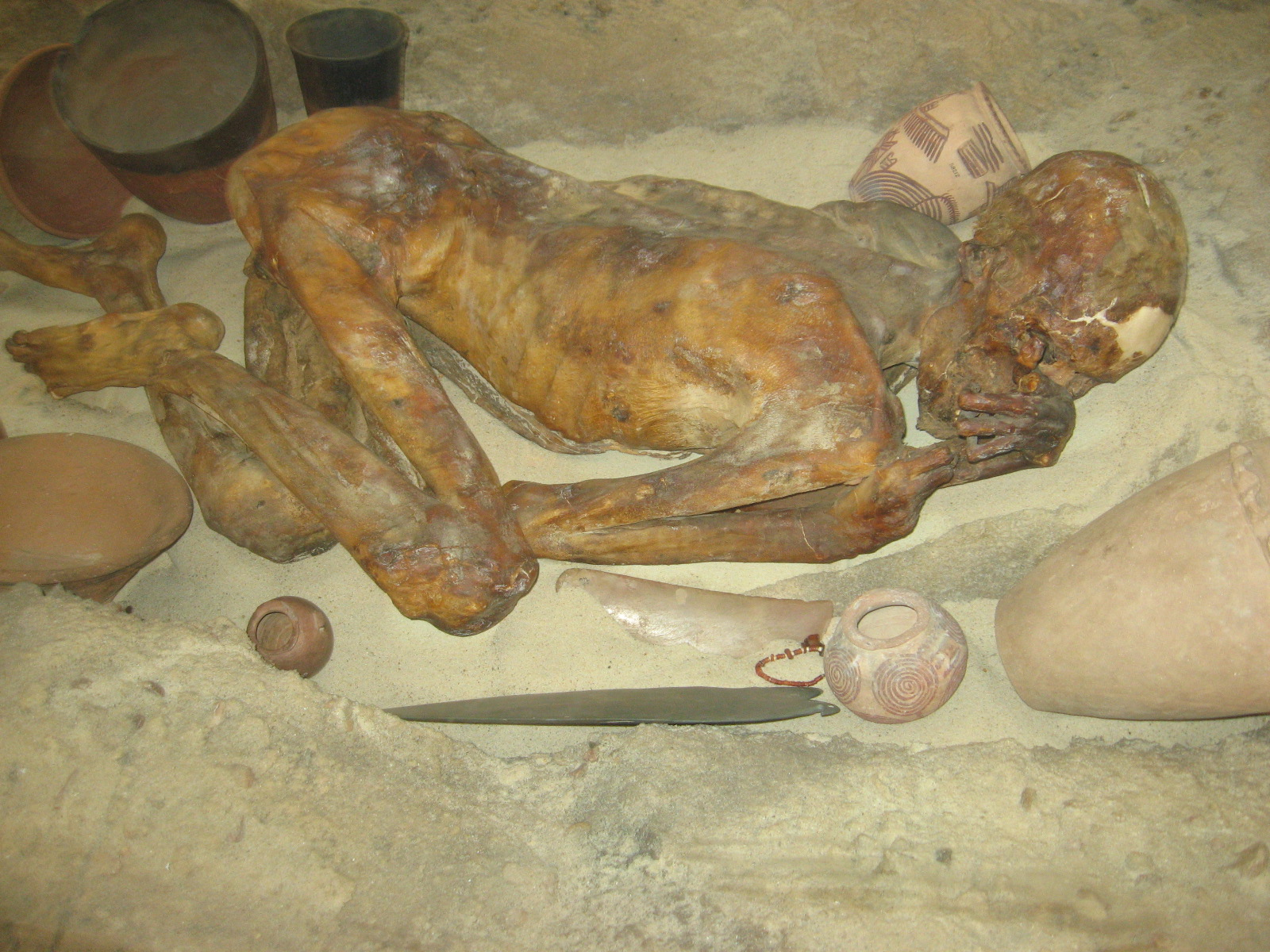
Ginger

Ginger è il nomignolo attribuito alla più antica mummia egiziana finora conosciuta, risalente al Periodo predinastico dell'Egitto, approssimativamente al 3400 a.C.
La mummia, ritrovata in posizione fetale, fu soprannominata "Ginger", ovvero zenzero, per via dei suoi capelli rossi, in onore dell'attrice americana Ginger Rogers, molto famosa all'epoca in cui avvenne la scoperta.
Attualmente è custodita nella sala 64 del British Museum di Londra ed è un individuo di sesso maschile.
Ginger fu scoperta sepolta nel deserto sabbioso di Gebelein in Egitto, con altre cinque, in un sito dove le preesistenti condizioni possono naturalmente conservare un corpo mummificato, laddove il calore e la sabbia secca assorbirono l'acqua che costituiva il 75% del peso del corpo umano. Grazie alla presenza batterica preesistente che rallentò la decomposizione, il corpo fu così conservato.
Dunque, si ritiene incerto se la mummificazione di Ginger fu intenzionale o dovuta ad eccezionali cause naturali.
Comunque, poiché fu sepolta in vasi di ceramica è probabile che la mummificazione fu un risultato delle tecniche di conservazione messe a punto da coloro che la seppellirono. Delle pietre possono essere state ammassate in cima alla tomba per scongiurare il pericolo che il corpo fosse divorato dagli sciacalli ed altri animali necrofagi e le ceramiche potrebbero aver contenuto cibo e bevande le quali potevano essere conservate con il corpo per accompagnare il deceduto nel viaggio verso l'aldilà.
Nonostante le vistose macchie scure causate da più di 5000 anni di sepoltura sotto la sabbia del deserto, risulta evidente che durante la vita Ginger potrebbe aver avuto una pelle bianca o giallastra. Nel British Museum è conservata in una tomba artificiale di sabbia, insieme alle ceramiche e ad altri oggetti della sua vita che furono lì poste dai conservatori del museo per simulare la sua tomba e le condizioni originali in cui fu scoperta.
Qualcuno la ritiene contemporanea alla mummia di Ötzi.